# إيفان راسيل
إيفان راسيل هو لاعب كرة قدم أسترالية روسي، ولد في 13 أكتوبر 1952.

## وصلات خارجية
- إيفان راسيل على موقع AustralianFootball.com (الإنجليزية)
- إيفان راسيل على موقع AFLtables.com (الإنجليزية)